# Dionisio de Nogales Delicado
Dionisio de Nogales Delicado y Rendón (Salamanca, 9 de octubre de 1849 - Sevilla, 10 de abril de 1916) fue un literato, historiador y periodista español, afincado en Ciudad Rodrigo. 
En su obra, además de estudios históricos, cultivó diversos géneros literarios como poesía, novela,  novela corta. Fue, asimismo, director del semanario mirobrigense tradicionalista La Lealtad y presidente del Partido Tradicionalista de Ciudad Rodrigo.    

## Biografía
Hijo de Joaquín de Nogales Delicado y Cáceres, fiscal y María de los Dolores Rendón y Good. Nieto del teniente coronel y capitán del regimiento de infantería de la Princesa, Francisco Javier de Nogales Delicado. Casó con María de la Concepción Arias y Pérez-Ávila, hija de Juan Arias y Girón, alcalde de Ciudad Rodrigo.Su hijo fue el escritor Iván de Nogales.Fue su nieto Christian de Nogales y Quevedo, III barón de Yecla.
Encaminó su formación hacia las letras, culminándola al obtener el grado de doctor en Derecho y Filosofía y Letras. Su producción literaria abarcó diferentes géneros, si bien fue especialmente reconocido por su labor como historiador.
Políticamente abrazó la causa de la tradición, siendo presidente del Partido Tradicionalista de Ciudad Rodrigo y director-editor del semanario carlista La Lealtad.
Falleció en Sevilla el 10 de abril de 1916.

## Cargos y distinciones[1]
- Camarero de honor de Capa y Espada de Su Santidad supernumerario
- Presidente del Partido Tradicionalista de Ciudad Rodrigo
- Hijo adoptivo de Ciudad Rodrigo
- Cronista de Ciudad Rodrigo

## Obra[1]
| Historia: - Historia de Ciudad Rodrigo. Ciudad Rodrigo, 1882 - Cantalapiedra 1477. Episodio histórico. Ciudad Rodrigo, 1893 - Ciudad Rodrigo. Valladolid, 1894. Poesía: - Gotas de rocío. Granada, 1872. - Brisas del mar. Gibraltar. - Flores y abrojos. - ¡Coplas! Ciudad Rodrigo, 1876. - Versos y rimas. Valladolid, 1893. Cuentos: - Sucedido, 1902 Novelas: - Kamar - Bilkis, leyenda oriental - Vivir muriendo - María-Rosa - El casco del dragón - Una mujer como hay pocas - La fiebre de saber - El alférez Catalina - Los amores de un poeta. Ciudad Rodrigo, 1879 - La noche de la boda - Talis vita, finis ita - Historia de un paraguas | Leyendas: - Historias de antaño. Leyendas en prosa - Los fuegos fatuos - El rosario - los tres amigos y el pozo - ¡Más, siempre más! - El turbante y la camisa - Los zapatos del avaro - El pecado del miedo - El dedal - Leyendas y Relaciones. Valladolid, 1893 - Leyendas y Relaciones. Valladolid, 1894 - Lecturas. Valladolid, 1899 Otras obras: - Tarjetas postales (1911 y 1912) - Dichos españoles históricos, anecdóticos, populares y literarios. Sevilla, 1913 |